# NGC 5837
NGC 5837 (другие обозначения — UGC 9686, MCG 2-38-36, ZWG 76.144, IRAS15022+1249, PGC 53817) — галактика в созвездии Волопас.
Этот объект входит в число перечисленных в оригинальной редакции «Нового общего каталога».
В галактике вспыхнула сверхновая SN 2015Z типа IIn, её пиковая видимая звездная величина составила 17,5.
В галактике вспыхнула сверхновая SN 2014ac типа Ia, её пиковая видимая звездная величина составила 16,6.